# Ransel
Ransel ist ein Stadtteil von Lorch im Rheingau-Taunus-Kreis in Hessen. Für die ehemals selbständige Gemeinde besteht ein eigener Ortsbezirk mit Ortsbeirat.

## Geografische Lage
Ransel liegt auf einem Berg, nördlich und oberhalb von Lorch in etwa 400 Metern Höhe an der Landesgrenze von Hessen zu Rheinland-Pfalz. Der Ort ist umgeben von Wäldern. Die Landesstraße L 3397 führt in einer kurvenreichen Strecke durch das Tiefenbachtal hinab zur Kernstadt Lorch.

## Geschichte
Die älteste bekannte schriftliche Erwähnung von Ransel erfolgte im Jahr 1189/90 unter dem Namen Ramsel in einer Urkunde des Erzbistums Mainz. Der Ort gehörte zu den ersten Stützpunkten des Mainzer Erzstiftes, das bereits in dieser Zeit neben dem Hof Ransel einen Hofbesitz in Weisel besaß. Der Ort lag bis 1803 an der Grenze zur Kurpfalz mit dem Amt Kaub und war später Teil der preußischen Provinz Hessen-Nassau. Nach dem Ersten Weltkrieg befand sich der Ort während der alliierten Rheinlandbesetzung in einem schmalen Korridor zwischen den rechtsrheinischen Brückenköpfen der Amerikaner um Koblenz und der Franzosen um Mainz. Das Gebiet bestand bis zur militärischen Besetzung durch Frankreich im Jahr 1923 als Freistaat Flaschenhals. Nach dem Zweiten Weltkrieg lag der Ort in der Amerikanischen Besatzungszone direkt an der Zonengrenze zur Französischen Zone und wurde damit zu einem Teil des heutigen Bundeslandes Hessen.

### Gebietsreform
Im Zuge der Gebietsreform in Hessen wurde die bis dahin selbständige Gemeinde Ransel zum 1. Januar 1977 zugleich mit den Gemeinden Espenschied und Wollmerschied kraft Landesgesetz in die Stadt Lorch eingegliedert.
Für alle nach Lorch eingegliederten Gemeinden sowie für die Kernstadt wurden Ortsbezirke mit Ortsbeirat und Ortsvorsteher nach der Hessischen Gemeindeordnung gebildet.

### Bevölkerung
Einwohnerentwicklung
- 1700: 17 Bürger und 5 Beisassen[1]

| Ransel: Einwohnerzahlen von 1820 bis 2011 | Ransel: Einwohnerzahlen von 1820 bis 2011 | Ransel: Einwohnerzahlen von 1820 bis 2011 | Ransel: Einwohnerzahlen von 1820 bis 2011 | Ransel: Einwohnerzahlen von 1820 bis 2011 |
| --- | ----------------------------------------- | ----------------------------------------- | ----------------------------------------- | ----------------------------------------- |
| Jahr |                                           |                                           |                                           | Einwohner                                 |
| 1820 | 1820                                      |                                           | 255                                       | 255                                       |
| 1834 | 1834                                      |                                           | 320                                       | 320                                       |
| 1840 | 1840                                      |                                           | 367                                       | 367                                       |
| 1846 | 1846                                      |                                           | 343                                       | 343                                       |
| 1852 | 1852                                      |                                           | 343                                       | 343                                       |
| 1858 | 1858                                      |                                           | 342                                       | 342                                       |
| 1864 | 1864                                      |                                           | 387                                       | 387                                       |
| 1871 | 1871                                      |                                           | 425                                       | 425                                       |
| 1875 | 1875                                      |                                           | 411                                       | 411                                       |
| 1885 | 1885                                      |                                           | 351                                       | 351                                       |
| 1895 | 1895                                      |                                           | 379                                       | 379                                       |
| 1905 | 1905                                      |                                           | 439                                       | 439                                       |
| 1910 | 1910                                      |                                           | 446                                       | 446                                       |
| 1925 | 1925                                      |                                           | 376                                       | 376                                       |
| 1939 | 1939                                      |                                           | 392                                       | 392                                       |
| 1946 | 1946                                      |                                           | 497                                       | 497                                       |
| 1950 | 1950                                      |                                           | 497                                       | 497                                       |
| 1956 | 1956                                      |                                           | 401                                       | 401                                       |
| 1961 | 1961                                      |                                           | 404                                       | 404                                       |
| 1967 | 1967                                      |                                           | 427                                       | 427                                       |
| 1970 | 1970                                      |                                           | 417                                       | 417                                       |
| 1980 | 1980                                      |                                           | ?                                         | ?                                         |
| 1990 | 1990                                      |                                           | ?                                         | ?                                         |
| 2000 | 2000                                      |                                           | ?                                         | ?                                         |
| 2011 | 2011                                      |                                           | 429                                       | 429                                       |
| Datenquelle: Historisches Gemeindeverzeichnis für Hessen: Die Bevölkerung der Gemeinden 1834 bis 1967. Wiesbaden: Hessisches Statistisches Landesamt, 1968. Weitere Quellen: ; Zensus 2011 |                                           |                                           |                                           |                                           |

Religionszugehörigkeit
| • 1885: | 03 evangelische (= 0,85 %), 348 katholische (= 99,15 %) Einwohner |
| • 1961: | 20 evangelische (= 4,95 %), 379 katholische (= 93,81 %) Einwohner |

## Kultur

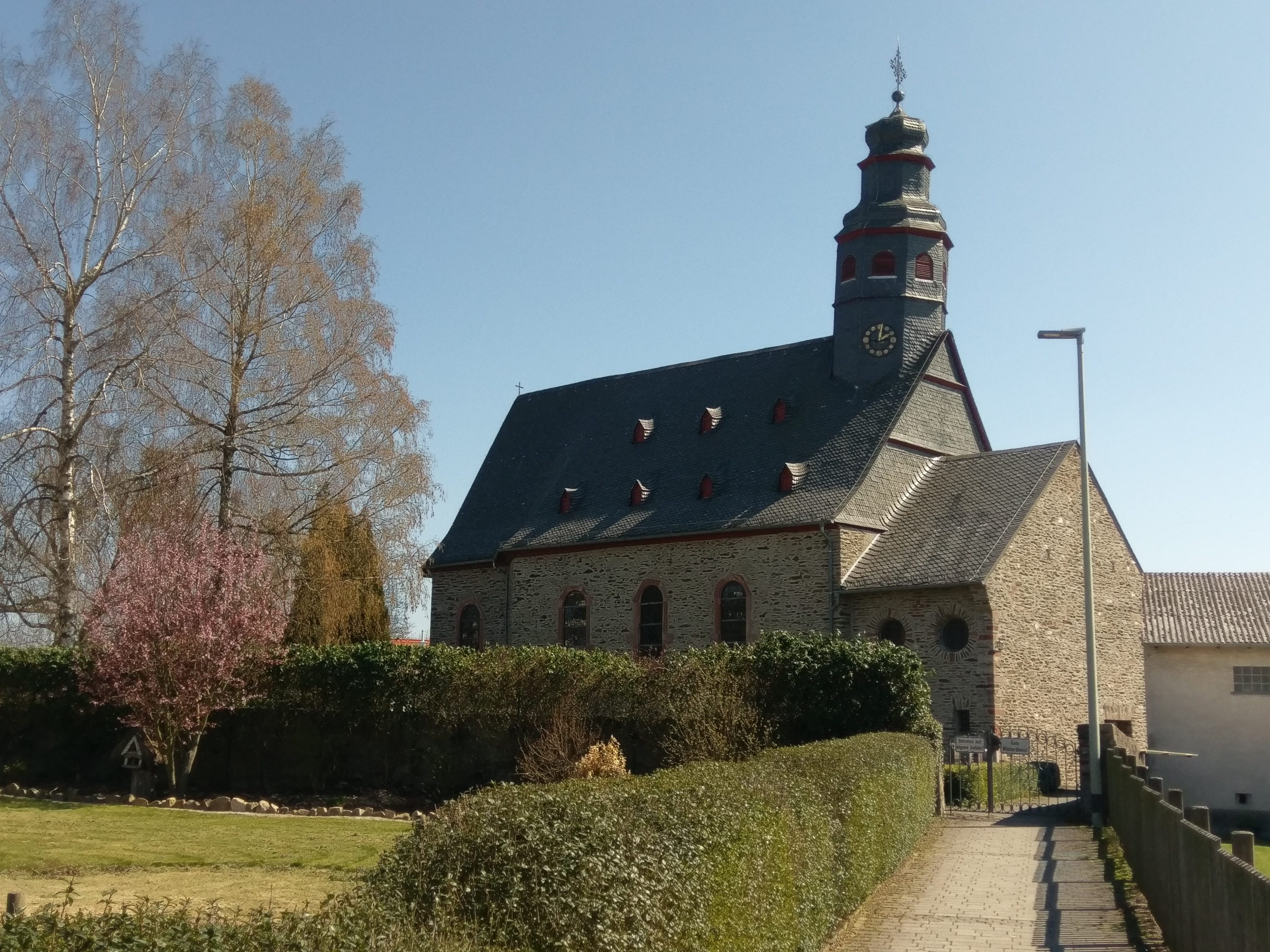
Kirche St. Katharina, Ransel

Pfarrpatronin der katholischen Pfarre ist die Hl. Katharina. Ihr ist auch die Kirche geweiht.

Im Jahr 1996 wurde das Landmuseum Ransel eröffnet. Es möchte einen Beitrag zur Erhaltung ländlicher Kultur im Rheingau leisten. Auf einer Fläche von 1,5 ha können mehr als 600 Handwerkszeuge und Landmaschinen sowie eine Gaststätte, eine Bäckerei und eine Braustube besichtigt werden.

## Sehenswürdigkeiten
Die ehemalige Pfarrkirche St. Katharina
Siehe auch Stadtteil Ransel - Liste der Kulturdenkmäler in Lorch (Rheingau)